# Hökfiskar
Hökfiskar (Cirrhitidae) är en familj inom ordningen abborrartade fiskar. I familjen finns 10 släkten med tillsammans omkring 35 arter. De flesta arterna blir 10 centimeter långa men det finns några arter som blir 20 centimeter långa. Den största arten, Cirrhitus rivulatus, lever i östra Stilla havet och blir 60 centimeter lång. Med undantag av två arter i Atlanten förekommer alla arter i Indiska oceanen eller Stilla havet inklusive Röda havet och Californiaviken. Arterna är typiska för korallrev.

## Utseende
De flesta arter är typisk abborrartade fiskar med kompakt kropp, tjuraktig huvud, stor mun och tydlig synliga strålar i fenorna. Ett undantag är arten Oxycirrhites typus som är mera smärt.
Fiskarnas färgsättning varierar mycket mellan de olika arterna och till och med inom en art. Några arter har förlängda strålar vid ryggfenan.

## Levnadssätt
Hökfiskar vilar ofta på koraller där de väntar på byte som består av kräftdjur, småfiskar och plankton. Ibland är de med bröstfenan lätt förankrade i korallen. Dessa fiskar lever i grupp med en dominant hane som även är störst och två till sex honor. Varje grupp har sitt territorium. Hökfiskar föds alltid som honor men de kan byta kön om gruppens hane skulle dö.
Hökfiskar leker under gryningen där hane och hona simmar till vattenytan för att avsöndra ägg och sädesvätska. Larverna lever flera veckor pelagiska.